# Kungota község
Kungota község (szlovén nyelven Občina Kungota) Szlovénia 212 alapfokú közigazgatási egységének, azaz községének egyike a Podravska statisztikai régióban, a Slovenske gorice hegység nyugati oldalán. Adminisztratív központja Zgornja Kungota település.

## A községhez tartozó települések
A községhez Zgornja Kungota székhelyen kívül a következő települések tartoznak:
- Ciringa
- Gradiška
- Grušena
- Jedlovnik
- Jurski Vrh
- Kozjak nad Pesnico
- Pesnica
- Plač
- Plintovec
- Podigrac
- Rošpoh
- Slatina
- Slatinski Dol
- Špičnik
- Spodnje Vrtiče
- Svečina
- Vršnik
- Zgornje Vrtiče

## Népesség
| Lakosok száma | 4707 | 4713 | 4791 | 4792 | 4802 | 4794 | 4756 | 4774 | 4734 | 4796 |
|               | 2008 | 2009 | 2011 | 2012 | 2013 | 2015 | 2016 | 2017 | 2019 | 2020 |